# إنتزهيم
إنتزهيم (بالفرنسية: Entzheim)‏ هي بلدية تقع في إقليم الراين الأسفل من منطقة ألزاس في شمال شرق فرنسا. تبلغ مساحة هذه المدينة 8.17 (كم²)، يبلغ عدد سكانها 1852 نسمة حسب إحصاء المعهد الوطني للإحصاء والدراسات الاقتصادية سنة 2009 م. وترأس Jean Humann البلدية خلال فترة (2008 - 2014).

## المناخ
يظهر الجدول التالي التغييرات المناخية على مدار السنة لإنتزهيم:
| البيانات المناخية لـإنتزهيم | البيانات المناخية لـإنتزهيم | البيانات المناخية لـإنتزهيم | البيانات المناخية لـإنتزهيم | البيانات المناخية لـإنتزهيم | البيانات المناخية لـإنتزهيم | البيانات المناخية لـإنتزهيم | البيانات المناخية لـإنتزهيم | البيانات المناخية لـإنتزهيم | البيانات المناخية لـإنتزهيم | البيانات المناخية لـإنتزهيم | البيانات المناخية لـإنتزهيم | البيانات المناخية لـإنتزهيم | البيانات المناخية لـإنتزهيم |
| الشهر                       | يناير                       | فبراير                      | مارس                        | أبريل                       | مايو                        | يونيو                       | يوليو                       | أغسطس                       | سبتمبر                      | أكتوبر                      | نوفمبر                      | ديسمبر                      | المعدل السنوي               |
| --------------------------- | --------------------------- | --------------------------- | --------------------------- | --------------------------- | --------------------------- | --------------------------- | --------------------------- | --------------------------- | --------------------------- | --------------------------- | --------------------------- | --------------------------- | --------------------------- |
| [بحاجة لمصدر]               |                             |                             |                             |                             |                             |                             |                             |                             |                             |                             |                             |                             |                             |

</ref>|date=December 2011

## وصلات خارجية
- صفحة البلدية على موقع المعهد الوطني للإحصاء والدراسات الاقتصادية